# Olympie

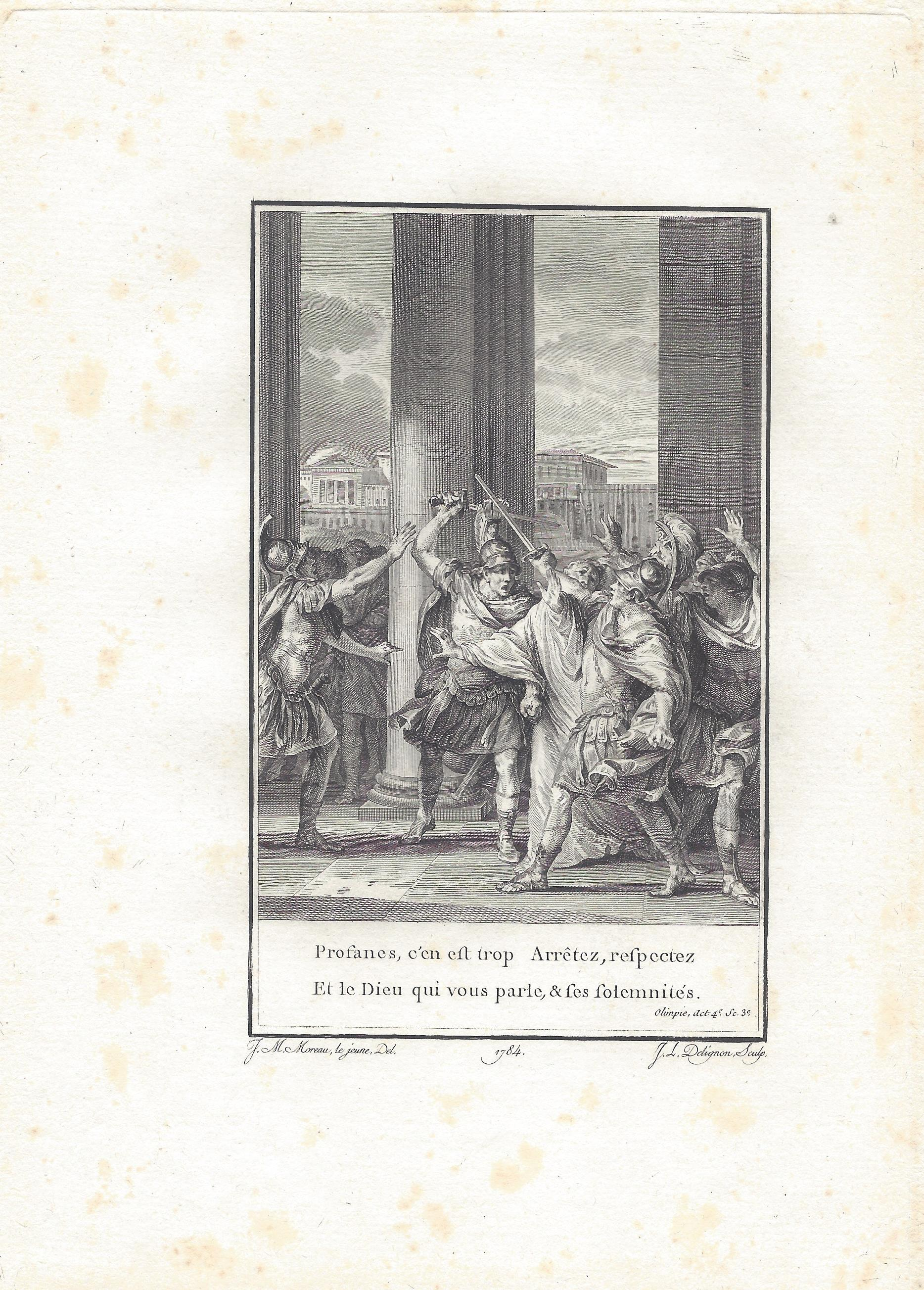
Jean-Michel Moreau: Illustration zur Olympie 1784

Olympie ist eine Tragödie in fünf Aufzügen von Voltaire. Die erste Fassung der Olympie wurde von Voltaire im Herbst 1761 in nur sechs Tagen fertiggestellt und wurde von ihm für die Pariser Aufführung 1764 überarbeitet. Die erste Buchausgabe wurde von Cosimo Alessandro Collini 1763 nach einem Manuskript Voltaires für die Aufführung im Schlosstheater Schwetzingen vom 30. September 1762 besorgt.

## Handlung
Akt 1
Die Handlung spielt innerhalb des Tempelbezirkes der ionischen Stadt Ephesus, in dem die großen Mysterien gefeiert werden.
Olympie, eine Sklavin König Cassandres von vermeintlich niederer Abstammung, ist in Babylon aufgewachsen und wird in den Mysterien auf die Heirat mit ihrem Herrn vorbereitet. Cassandre, der Sohn des verstorbenen makedonischen Königs Antipatros, weiß um wahre Abstammung. Cassandre hat Alexander vergiftet und – wie er annimmt – auch dessen Gattin Statira, Tochter des Perserkönigs Darius, ermordet – Olympie aber wurde damals von ihm gerettet.
Antigone, König eines Teils Asiens, ist der einzige Verbündete Cassandres. Dieser verspricht ihm für ihn und für Griechenland zu kämpfen gegen die Herrscher Asiens und Ägyptens. Antigone will als Pfand Olympie. Cassandre sagt ihm, er werde sie bald sehen und solle selbst urteilen, ob es Cassandre gestattet sei, sie in seine Hände zu geben. Antigone sieht beide gemeinsam vor dem Altar im Tempel, erkennt, dass Cassandre seine Sklavin zur Frau will. Eifersucht erfüllt sein Herz. Er sieht sich von Cassandre getäuscht.
Akt 2
Statira hat durch eine Dienerin gerettet überlebt und dient unerkannt als Priesterin des Tempels. Nachdem sie ihren Vater, ihren Gatten und ihre Tochter verloren hat, ist ihr allein Gott geblieben. Schließlich gibt die Witwe Alexanders sich dem Hiérophanten des Ephesostempels zu erkennen. Der sagt ihr, es sei ihre Aufgabe, die geplante Eheschließung zu segnen. Als Olympie ihr von ihrer Herkunft erzählt, erkennt sie in ihr ihre als Kind geraubte Tochter. Der Hiérophant bestätigt, dass Olympie die Tochter Alexanders ist. Statira fordert Olympie auf anstatt des Mörders ihres Vaters dessen Gegner Antigone zu heiraten.
Akt 3
Cassandre offenbart seinem Offizier Sostène, dass Olympie die Tochter von Königen ist. Die Witwe Alexanders gibt sich nun auch dem Mörder ihres Mannes zu erkennen und spricht sich gegen die geplante Hochzeit aus. Im gleichen Sinne sagt Olympie. Cassandre aber beharrt darauf, er sei König und Olympie seine Frau. Antigone erscheint im Tempel: Er respektiere die Witwe Alexanders und sei bereit, sie zu verteidigen. Er will Alexander rächen.
Akt 4
Die Soldaten Antigones sind bereits dem Tempel nahe, Cassandre zieht ihnen entgegen. In einem Gespräch der beiden Könige verlangt Antigone von seinem Gegenüber Olympie abzutreten, beide wollen den Konflikt ohne Blutvergießen unter den Soldaten lösen. Die Alexandertochter erklärt Cassandre, er sei nicht ihr Gemahl. Kein Sterblicher soll von jetzt an ein Recht auf ihr Herz haben. Sie verabscheut den Thron des Makedonenkönigs und ebenso diejenigen Asiens. – Antigone spricht vor dem Tempel zu den Soldaten seines Gegners und versucht sie auf seine Seite zu ziehen. Als der Kampf zwischen Cassandres und Antigones Soldaten auf den Tempel übergreift, ersticht sich Statira. Ihre letzten Worte sind, dass ihre Tochter, um ihre Mutter zu rächen, Antigone heiraten soll. Olympie aber will bei ihrer Mutter sterben.
Akt 5
Der Hiérophant drängt o darauf hin, sie müsse einen der beiden Könige wählen. Sie pflichtet ihm bei, sie müsse eine Wahl treffen, sie sei entschlossen. Mit den Worten „Cendres de Statira, recevez Olympie“ erdolcht sie sich und wirft sich auf den Scheiterhaufen ihrer Mutter. Der erschütterte Cassandre erdolcht sich ebenfalls und überlässt seine Herrschaft über das Reich Antigone.

## Literarische Vorlage und biografische Bezüge
Voltaire bediente sich frei einiger Motive und Themen der hellenistischen Geschichte. In der Handlungsfolge ließ er sich von Jean Racines Athalie inspirieren, die er als Höhepunkt der französischen Tragödie betrachtete. Collini berichtet den Arbeitstitel Cassandre. Nach einem Brief Voltaires an seinen Jugendfreund d'Argental vom 20. Oktober 1761 wurde die Olympie in nur sechs Tagen verfasst. D'Argental entgegnete, es wäre besser gewesen, wenn Voltaire am siebten Tag nicht geruht hätte.  Voltaire zeigte Einsicht und überarbeitet die Olympie nochmals für die Pariser Aufführung von 1764.

## Aufführungen und zeitgenössische Rezeption
Die Tragödie wurde in Voltaires privatem Theater in Le Ferney am 24. März 1762 uraufgeführt. Am 30. Oktober 1762 folgte eine weitere Aufführung im Schlosstheater von Schwetzingen. Eine Aufführung des überarbeiteten Stückes an der Comédie-Française in Paris erfolgte erst am 14. März 1764. Trotz eines beachtlichen Erfolges wurde die Olympie bald vom Spielplan genommen. Gaspare Spontini vertonte 1819 den sehr frei bearbeiteten Stoff der Olympie zur Oper in drei Akten Olimpie.

## Drucklegung
Alessandro Collini, der ehemalige Sekretär Voltaires von 1751 bis 1756, war anschließend auf Voltaires Empfehlung am Hof von Schwetzingen als Historiograph und Sekretär des Pfalzgrafen untergekommen. Collini, der weiter mit Voltaire korrespondierte und um dessen Arbeit an der Olympie wusste, erbat sich Ende 1761 die Tragödie für die exzellente Mannheimer Schauspielertruppe des Pfalzgrafen.  Er besorgte auch den Erstdruck der Olympie mit dem Impressum Francfort et Leipsic (sic!) im März 1763.

## Beigaben
Collini stellte der Tragödie einen L'avis de l'éditeur voran. Dem Text der Tragödie folgen Remarques à l'occasion de cette pièce.

## Erste Ausgaben
- Olimpie, tragédie nouvelle de M. de Voltaire, suivie des remarques historiques, ohne Drucker, Frankfurt und Leipzig, 1763, 8°, VI, 136 S.
- Olimpie, tragédie nouvelle de M. de Voltaire, suivie des remarques historiques, ohne Drucker, Frankfurt und Leipzig, 1763, 8°, VIII, 119 S.
- Olympie, tragédie nouvelle de M. de Voltaire, suivie des remarques historiques, ohne Drucker, Genf (vermutlich Belgien), 1763, 8°, VI, 134 S.
- Olimpie, tragédie nouvelle de M. de Voltaire, suivie des remarques historiques, ohne Drucker, Frankfurt und Leipzig, 1763, 8°, 98, XVI S.
- Olympie, tragédie nouvelle de M. de Voltaire, suivie des remarques historiques, Knoch und Esslinger, Frankfurt und Leipzig, 1763, 8°, 92, XVI S.
- Olympie, tragédie nouvelle de M. de Voltaire, suivie des remarques historiques, Knoch und Esslinger, Frankfurt und Leipzig, 1763, 8°, 76 S.
- Olympie, tragédie nouvelle de M. de Voltaire, suivie des remarques historiques. Représentée pour la première fois par les Comédiens francais ordinaires du Roi, le 14 mars 1764. Nouvelle édition revue et corrigée et conforme à la représentation, Duchesne, Paris, 1764, 8°, VIII, 119 S.

## Belege
1. ↑  Vgl. Voltaire. Oeuvres complètes 6. Théâtre – Tome cinquième. Paris 1877, p. 101–174. Siegfried Detemple: Voltaire: Die Werke, Katalog zum 300. Geburtstag, Berlin, 1994, S. 152.
2. ↑  Èric van Schueren: Olympie, in: Dictionnaire Voltaire, Hachette Livre, 1994, S. 146.
3. ↑  Cosimo Alessandro Collini: Vorbemerkung zu Voltaires Begleitbrief des Manuskriptes vom 20. Januar 1762, in: Mon séjour aupres de Voltaire, Gratiot, Paris, 1807, S. 230.
4. ↑  Avertissement der Herausgeber zum Abdruck der Olympie in der Gesamtausgabe der Werke Voltaires, Société littéraire-typographique, Kehl, 1784, Band 5, S. 3.
5. ↑  Theodore Besterman: Der Fall Calas (1761–1763), in: Voltaire, Winkler, München, 1971, S. 364.
6. ↑  Cosimo Alessandro Collini: Vorbemerkung zu Voltaires Begleitbrief des Manuskriptes vom 20. Januar 1762, in: Mon séjour aupres de Voltaire, Gratiot, Paris, 1807, S. 230.
7. ↑  Vgl. Siegfried Detemple: Voltaire: Die Werke, Katalog zum 300. Geburtstag, Berlin, 1994, S. 152.